# Capul Hafun
Capul Hafun (în somaleză Ras Xaafuun, în arabă رأس حـافـون) este cel mai estic punct continental al Africii, aflându-se în extremitatea estică a peninsulei Somalia.